# 崖州城墙
崖州城墙，位于中国海南省三亚市崖州区，为原崖州州城。现存南门及北段部分墙面。2009年5月，公布为第二批海南省文物保护单位。

## 历史
南宋庆元四年(1198年)，始筑土城；绍定六年(1233年)扩大城池，设东、西、南三个城门，周长约1公里，高4米多。后经多次修缮。
清道光二十一年(1841年)，最后一次重修崖州城墙。此时城墙周长达2270米，高约8米
1920年-1921年，拆除东、西城门。1928年，又拆毁北面一段城墙。1960年代，剩余拆墙大部分拆毁，大部分墙基遭到破坏。
崖州城墙仅存文明门（南门）及西北小段城墙。1992年，修缮南门。

## 城门
崖州城墙设有三门，分别为阳春门（东）、镇海门（西）、文明门（南）。现仅存南门。